# تتراکوزاکترین
تتراکوزاکترین (به انگلیسی: Tetracosactrin)
رده درمانی: داروهای هورمونی.
اشکال دارویی: آمپول

## موارد مصرف
تتراکوزاکترین یک محرک ترشح کورتیکواستروئیدها است. داروی کمکی در بررسی عملکرد محور هیپوفیز ـ آدرنال نیز است. در صورت سالم بودن غدد فوق کلیوی سطح کورتیزول خون سی دقیقه پس از تزریق افزایش می‌یابد.

## مکانیسم اثر
تتراکوزاکترین یک پلی پپتید صناعی شبه آدرنوکورتیکوتروپین است که که اساسآ موجب تحریک ترشح گلوکوکورتیکوئیدها از غدد فوق کلیوی می‌شود.

## عوارض جانبی
مانند سایر کورتون‌ها است.سرگیجه، تحریک پذیری، تشنج، برادی‌کاردی، دیس‌ریتمِ، راش، کهیر، خارش، تهوع و استفراغ